# El Maitén
El Maitén – miasto w Argentynie, w prowincji Chubut, w departamencie Cushamen.
Według danych szacunkowych na rok 2010 miejscowość liczyła 4 011 mieszkańców.